# Assinia alluaudi
Assinia alluaudi là một loài bọ cánh cứng trong họ Cerambycidae.